# インドシナトラ
インドシナトラ (印度支那虎、学名:Panthera tigris corbetti、英名:Indochinese tiger)は、主に東南アジアで見られるトラの亜種である。国際自然保護連合によって、絶滅危惧種(EN)に指定されている。その名の通り、インドシナ半島を中心に生息している。

## 形態
オスの個体では体長は2.25-2.85メートル、体重は150-195キログラムである。平均は体長2.74メートル、体重181キログラムであるが、大きな個体では227キログラムあるものも発見されている。頭骨の大きさは329-365ミリメートルである。
メスはオスに対して一回り小さく、体長は2.30-2.55メートル、体重は100-130キログラムである。頭骨の大きさは275-311ミリメートル。平均は体長2.44メートル、体重11キログラムである。
72000年から108000年前にかけて、他の種から分化したものと考えられている。2010年にオックスフォード大学のチームが行った調査によるとカスピトラ、アムールトラとは遺伝的にきわめて近縁であり、同一の原種が移動、分化したものであるとの新説が提唱されている。

## 生態

### 生息地
タイを中心に、ミャンマー、ラオス、カンボジア、ベトナム、そして中国雲南省で見られる。
大多数が山麓、及び丘陵地帯にある森林の奥地に生息しており、これらの地域にはしばしば入場制限が課せられ、生物学者など一部のもののみが、入場を制限付きで許可される。

### 食事
サンバーやイノシシ、カモシカ、そして若いインドヤギュウなど主に中･大型の有蹄類を捕食する。しかし、近年では密猟などにより、一見普通に見える森でも有蹄類が絶滅する“空白の森症候群”が発生しており、そのような地域ではキョンやヤマアラシ、マカクなど小型の生物を食べることを強いられている。

### その他
母トラは、一生に2 - 3匹の子を産むとされている。

## 減少
2017年現在の個体数は250匹程度と見られており、そのうち半分以上が、タイのフワイ・カーケーン野生生物保護区に生息しているとされる。
餌となるシカの密猟によって食糧が減少し、また、インドシナトラそのものも密猟の被害に遭っている。ベトナムにおいて密猟の3/4近くは漢方薬の原料としてであり、貧困層にとっては、トラを殺して売ることが生計を立てる数少ない手段であることもある。中国においては、確認できる最後の個体が、2009年に村人によって殺害され食べられた。他にも、食糧である豚の減少および生息地の断片化、個体数の減少による近親交配が、種の減少に拍車をかけている。
各国は、エコツーリズムの資源としてトラを利用することで、トラが減る事を食い止めようとしてる。また、世界の動物園において、14匹が飼育されている。